# Adonisea camina
Adonisea camina är en fjärilsart som beskrevs av Smith 1906. Adonisea camina ingår i släktet Adonisea och familjen nattflyn. Inga underarter finns listade i Catalogue of Life.